# Björksta, Västerås kommun
Björksta är en kyrkby vid Björksta kyrka i Björksta socken i Västerås kommun.
Björksta ligger cirka 1,5 kilometer väster om Sagån, som utgör gränsen mot Uppland. Närmaste större samhälle är Orresta, cirka 1 kilometer norrut. Orten har hembygdsgård.